# زعتراوات الماء
زعتراوات الماء (الاسم العلمي: Hydrilloideae) هي أسرة من النباتات تتبع فصيلة الحب المائية من رتبة المزماريات.

## قبائل زعتراوات الماء
- زعتر الماء
- النجا